# Перестюк Руслан Сергійович
Русла́н Сергі́йович Перестю́к (нар. 22 квітня 1991, Харків) — український спортсмен-спринтер.
Студент Харківського політехнічного університету.

## Біографія

### Універсіада 2013
На літній Універсіаді, яка проходила з 6-о по 17-е липня у Казані, Руслан представляв Україну у двох дисциплінах та завоював золоту медаль разом із Сергієм Смеликом, Ігорем Бодровим та Віталієм Коржем.
У попередньому раунді українці кваліфікувались першими з результатом 38.75 секунди. У фіналі вони покращили свій час до 38.56, що дозволило посісти перше місце. Друге місце у японців (39.12), бронзові нагороди у поляків (39.29).
Також Перестюк брав участь у змаганнях з бігу на 200 метрів, де зміг пробитись до чвертьфіналу.

## Державні нагороди
- Орден «За заслуги» III ступеня (25 липня 2013) — за досягнення високих спортивних результатів на XXVII Всесвітній літній Універсіаді в Казані, виявлені самовідданість та волю до перемоги, піднесення міжнародного авторитету України[5]